# پوست موز بزرگ خداوند (تک آهنگ)
" پوست موز بزرگ خداوند " نام ترانه‌ای از کریس ریا , آهنگساز و خواننده ی بریتانیایی است که در سال 1992 در دوازدهمین آلبومش با همین عنوان منتشر شد. این آهنگ توسط کریس ریا ساخته و تولید شده است.  "پوست موز بزرگ خداوند" به شماره 31 در جدول Singles انگلستان  رسید و به مدت سه هفته در این جدول باقی ماند. 

## پیش زمینه
ریا پس از آنکه متوجه شد دخترش وسوسه شده تا به کسی که آزارش می‌داده بخندد, ایده ی نوشتن این ترانه به ذهنش رسید. ریا در سال 1992 به جان پیژون گفت: "به دخترم گفتم به کسی که در شرایط بدی هست نخند حتی اگر که باهات رفتار خوبی نداشته, چون این‌جوری خدا رو تحریک می‌کنی تا بهت پوست موز پرتاب کنه " این نیمچه اخلاقی و نیمچه خرافی است. هرکسی که در زندگی به ما بدی می کند و می بینیم که شرایط بدی دارد دوست داریم تا به او بخندیم. نمی‌دونم این باور خرافی است یا نه, یا از آن جهت است که می‌ترسم مبادا خدا برای من هم پوست موزی بیندازد. " 

## نظرات منتقدین
رابرت تیلی از موسیقی و رسانه پس از انتشار این آهنگ نوشت: "همخوانی با عنوان آهنگ که با صدای رعب آور و تاریکی خوانده می شود بسیار ساده است، که از آن یک تک آهنگ دوم [آلبوم] ایده آل می‌سازد. صدای زوزه کشان هارمونیکا در پس زمینه همخوانی کاملی با باران و طوفان های ماه نوامبر دارد. "  
ولادو فورگاک از The Morning Starدر بررسی این آلبوم می گوید: "در عنوان آهنگ, ریا یک نگاه طنزپردازانه به نوع برداشتش از اعتقادات مطرح می‌کند."  لین ساکسبرگ از Ottawa Citizen خاطرنشان کرد که "پیام مستتری" در آهنگ است که باوری خرافاتی را یاد آور می شود که در آن بد شانسی مختص کسانی که خودشان را برتر می دانند نیست, بلکه شامل حال کسانی که خود را فرومایه می‌دانند نیز می‌شود. " 

## فهرست آهنگ
کاست
1. "پوست موز بزرگ خداوند" (ریمیکس) - 4:16
2. "دیدم که میایی" - 4:30

سی دی
1. "پوست موز بزرگ خداوند" (ریمیکس) - 4:16
2. "Just Passing Through" (زنده) - 6:09
3. "ردپاها در برف" (زنده) - 4:32
4. " آهنگ زمستانی " - 4:32

سی دی (نسخه محدود بریتانیا) 
1. "پوست موز بزرگ خداوند" (ریمیکس) - 4:16
2. "دیدم که میایی" - 4:30
3. "او همه چیز را تغییر خواهد داد" - 4:46
4. "تو باید شیطان باشی" (زنده) - 4:47

## عوامل
تولید
- کریس ریا - تهیه کننده "پوست موز بزرگ خداوند" ، "دیدم که میایی" و "او همه چیز را تغییر خواهد داد"
- نیل آمور - مهندس صدا "پوست بزرگ موز خداوند" ، "دیدم که میایی" و "او همه چیز را تغییر خواهد داد"
- تارگا فلوریو - ریمیکس "پوست بزرگ موز خداوند"
- جان کلی - تهیه کننده "آهنگ زمستانی"

دیگران
- کریس ولچ - تصویر سازی موز
- استایلورژ - جلد

## جداول
| چارت (1992)          | بالاترین جایگاه |
| -------------------- | --------------- |
| تک آهنگ های آلمان    | 59              |
| تک آهنگ های بریتانیا | 31              |